# Quận của tỉnh Hauts-de-Seine
3 quận của tỉnh Hauts-de-Seine gồm:
1. Quận Antony, (quận lỵ: Antony) với 12 tổng và 12 xã. Dân số của quận này là 373.097 người năm 1990, 380.371 người năm 1999, tăng trưởng dân số là 1.95%.
2. Quận Nanterre, (tỉnh lỵ của tỉnh Hauts-de-Seine: Nanterre) với 24 tổng và 15 xã. Dân số của quận này là 735.586 người năm 1990, và 756.101 người năm 1999, tăng trưởng dân số là 2.79%.
3. Quận Boulogne-Billancourt, (quận lỵ: Boulogne-Billancourt) với 9 tổng và 9 xã. Dân số của quận này là 282.975 người năm 1990, và 292.409 người năm 1999, tăng trưởng dân số là 3.33%.